# Třída Ning-chaj
Třída Ning-chaj byla třída lehkých křižníků námořnictva Čínské republiky. Byly to nejmenší křižníky postavené v období mezi světovými válkami. Splňovaly kritéria kladená mezinárodními dohodami na křižníky (výtlak nad 2000 t, rychlost nad 20 uzlů, ráže děl na 130 mm), fakticky to ale byly spíše velké dělové čluny. Celkem byly postaveny dvě jednotky této třídy. Ve službě byly v letech 1932–1937. Po vypuknutí čínsko-japonské války roku 1937 byly oba křižníky potopeny. Japonsko je vyzvedlo, roku 1943 modernizovalo a nasadilo jako kaibókany. Oba byly roku 1944 potopeny v bojích druhé světové války.

## Stavba

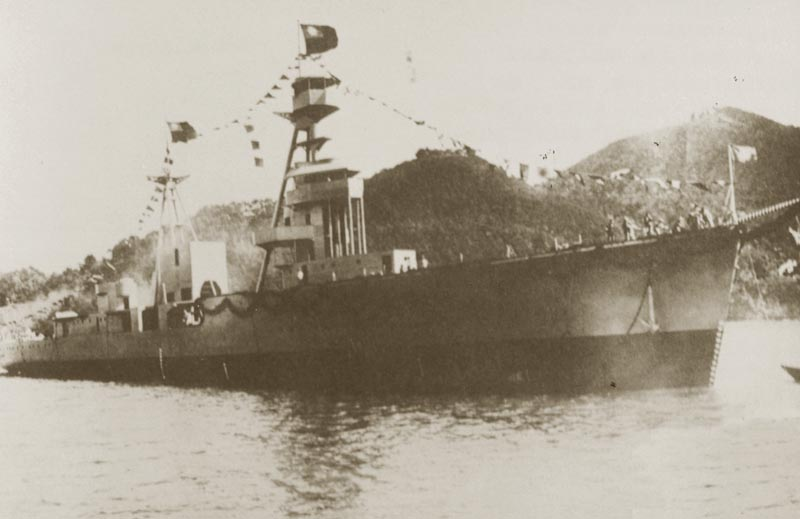
Ning-chaj během stavby

Roku 1929 Čína oslovila Velkou Británii, USA, Německo a Japonsko s požadavkem na získání malých lehkých křižníků. Vybrán byl projekt japonské loděnice Harima, která roku 1930 získala zakázku na stavbu prototypového křižníku Ning-chaj. Stavba proběhla v letech 1931–1932 u Harima Zósenšo v Aioi. Jeho sesterskou loď Pching-chaj postavila s japonskou pomocí čínská loděnice Kiangnan v Šanghaji, přičemž v letech 1935–1936 byl křižník vystrojen loděnicí Harima. Kvůli tomu, že zkoušky Ning-chaj odhalily problémy se stabilitou (ne neobvyklé pro japonská pravidla té doby, viz incident 4. loďstva), musela být konstrukce druhého křižníku upravena. Křižníky třídy Ning-chaj byly malé, pomalé a slabě pancéřované, zato však vybavené luxusními kabinami pro důstojníky.
Jednotky třídy Ning-chaj:
| Jméno            | Založení kýlu   | Spuštěna       | Vstup do služby   | Status |
| ---------------- | --------------- | -------------- | ----------------- | --- |
| Ning-chaj 甯海   | 20. února 1931  | 10. října 1931 | 31. července 1932 | Dne 25. září 1937 byl na řece Jang-c’-ťiang poblíž Nankingu potopen bombardéry z letadlové lodě Kaga. Vyzvednut, roku 1943 upraven na kaibókan, zařazen 28. června 1944 jako Iošima (五百島). Dne 19. září 1944 jej potopila americká ponorka USS Shad (SS-235) třídy Gato.                            |
| Pching-chaj 平海 | 28. června 1931 | 28. září 1935  | 18. června 1936   | Dne 25. září 1937 byl na řece Jang-c’-ťiang poblíž Nankingu potopen bombardéry z letadlové lodě Kaga. Vyzvednut a roku 1943 upraven na eskortní loď, zařazen 10. června 1944 jako Jasošima (八十島). Dne 25. listopadu 1944 byl u ostrova Luzon na Filipínách potopen americkými palubními bombardéry. |

## Konstrukce

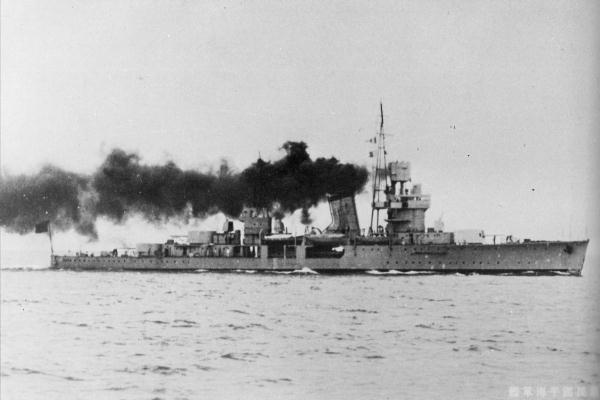
Pching-chaj během zkoušek

### KřižníkNing-chaj
Křižník byl vyzbrojen šesti 140m kanóny ve dvoudělových věžích, šesti 76mm kanóny, osmi 7,7mm kulomety a dvěma dvojitými 533mm torpédomety. Nesl jeden hydroplán Aiči AB-3. Nebyl však vybaven katapultem, takže byl letoun na hladinu spouštěn pomocí jeřábu. Pohonný systém tvořily čtyři kotle Kampon a tři parní stroje o celkovém výkonu 10 500 hp, pohánějící tři lodní šrouby. Dosah byl 5000 námořních mil při rychlosti 12 uzlů.

### KřižníkPching-chaj

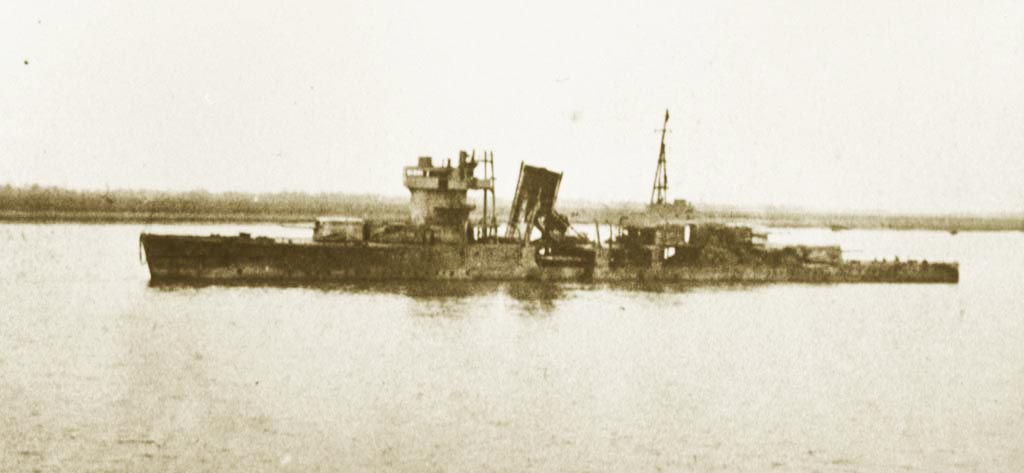
Pching-chaj roku 1938 po vyzvednutí ze dna řeky Jang-c’-ťiang

Na křižníku byly během stavby provedeny úpravy za účelem zlepšení jeho stability. Například byly upraveny nástavby, instalován menší stěžeň, odstraněno vybavení pro provoz hydroplánu a výzbroj byla zmenšena o polovinu 76mm kanónů a 7,7mm kulometů. Změny se dotkly i pohonného systému, neboť byl zrušen parní stroj v zadní strojovně a prostřední lodní šroub, přičemž ušetřený prostor byl využit pro dodatečný balast. Pohonný systém tak tvořily čtyři kotle Kampon a dva parní stroje o celkovém výkonu 7000 hp, pohánějící dva lodní šrouby.

### TřídaIošima

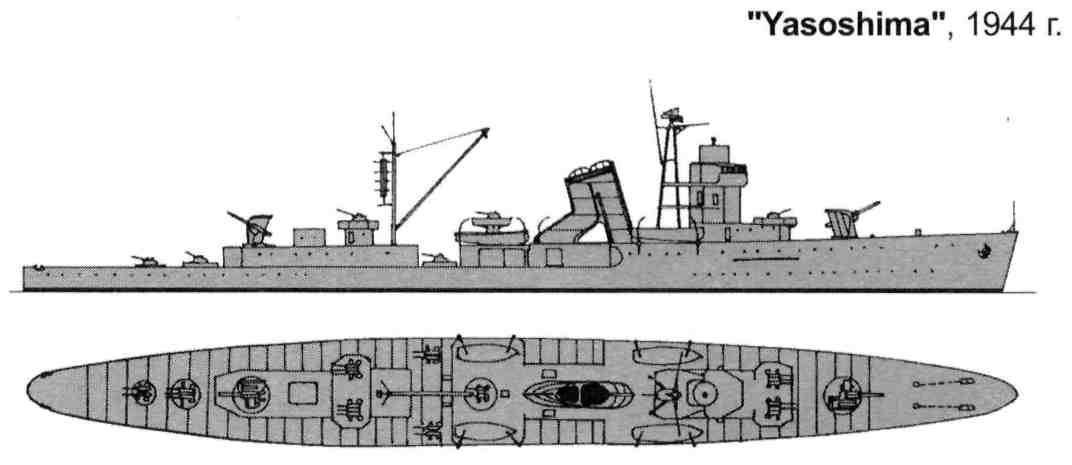
Schéma kaibókanu Jasošima jak měl vypadat v roce 1944

V letech 1943–1944 byly oba křižníky přestavěny na kaibókany třídy Iošima. Jejich novou výzbroj tvořily dva jednohlavňové 120mm kanóny typu 10. roku, patnáct 25mm kanónů v trojhlavňových postaveních a hlubinné pumy. Vybaveny byly radary 13-gó a 22-gó. Protiletadlová výzbroj Jasošima byla srpnu 1944 ještě posílena o dvacet 25mm kanónů a osm 13,2mm kulometů. Projektovaná rychlost obou lodí v japonských službách byla 22 uzlů. Iošima byla 19. září 1944 potopena americkou ponorkou. Zbývající Jasošima byla 25. září překlasifikována na nitó džunjókan (二等巡洋艦 ~ křižník 2. třídy) a 25. listopadu potopena americkými palubními letouny.